# روبرت آواگیان (فیزیکدان)
روبرت هوُسپی آواگیان (ارمنی: Ռոբերտ Հովսեփի Ավագյան؛  زادهٔ ۲۸ مارس ۱۹۳۱ - درگذشته ۲۴ ژانویهٔ ۲۰۲۰) فیزیک‌دان اهل ارمنستان بود.

## زندگی‌نامه
وی در ۲۸ مارس ۱۹۳۱ در ایروان به دنیا آمد و از دانشگاه دولتی ایروان (۱۹۵۴) فارغ‌التحصیل گشت. وی عضو فرهنگستان ملی علوم ارمنستان بود. همچنین برندهٔ جوایزی همچون نشان آنانیا شیراکاتسی (۲۰۰۳) شده است. وی در ۲۴ ژانویهٔ ۲۰۲۰ در سن ۸۸ سالگی در ایروان درگذشت.

## یادداشت
1. ↑  ֆիզիկամաթեմատիկական գիտությունների դոկտոր